# Alchemilla commixta
Alchemilla commixta é uma espécie de rosácea do gênero Alchemilla, pertencente à família Rosaceae.